# Ardusat (gmina)
Ardusat – gmina w Rumunii, w okręgu Marmarosz. Obejmuje miejscowości Ardusat, Arieșu de Câmp i Colțirea. W 2011 roku liczyła 2738 mieszkańców.